# Till Steinforth
Till Steinforth (Magdeburgo, 11 de junio de 2002) es un deportista alemán que compite en atletismo.
Ganó una medalla de bronce en el Campeonato Mundial de Atletismo en Pista Cubierta de 2025 y una medalla de bronce en el Campeonato Europeo de Atletismo en Pista Cubierta de 2025, ambas en la prueba de heptatlón.

## Palmarés internacional
| Campeonato Mundial en Pista Cubierta | Campeonato Mundial en Pista Cubierta | Campeonato Mundial en Pista Cubierta | Campeonato Mundial en Pista Cubierta |
| Año                                  | Lugar                                | Medalla                              | Prueba                               |
| ------------------------------------ | ------------------------------------ | ------------------------------------ | ------------------------------------ |
| 2025                                 | Nankín (China)                       | Medalla de bronce                    | Heptatlón                            |
| Campeonato Europeo en Pista Cubierta |                                      |                                      |                                      |
| Año                                  | Lugar                                | Medalla                              | Prueba                               |
| 2025                                 | Apeldoorn (Países Bajos)             | Medalla de bronce                    | Heptatlón                            |